# Chemin de fer Pont-Brassus
La Compagnie du Chemin de fer Pont-Brassus (PBr) est une compagnie de transport ferroviaire exploitant la ligne Vallorbe – Le Brassus. En 2001, elle fusionne avec la compagnie du Chemin de fer Yverdon-Sainte-Croix et les Transports publics d'Yverdon-Grandson pour former la société des Transports Vallée de Joux, Yverdon-les-Bains, Sainte Croix (Travys) et cesse administrativement d'exister.

## Histoire
Durant la seconde partie du XIXe siècle, les réseaux de transport se développent de pair avec l'industrialisation de la Suisse. La vallée de Joux, alors isolée se voit reliée au réseau de chemin de fer de la Compagnie de la Suisse occidentale et du Simplon depuis le 30 octobre 1886 après que la Société des glaces exploitant les lacs de Joux et Brenet a demandé et revendu une concession pour un chemin de fer reliant Le Pont à Vallorbe afin de pouvoir transporter plus rapidement les blocs de glace prélevés dans le lac de Joux vers Genève, Lyon et Paris. 
L'idée de relier le reste de la vallée de Joux à cette ligne est étudiée par plusieurs groupes de personnes et le 12 février 1891, les lausannois R. Guisan, P. Auberjonois et J. Leuba-Joliat demandent à la Confédération une concession pour relier le Brassus au Pont par une ligne à voie étroite de 750 mm utilisant un système de rails Decauville légers à 9,5 kg/m,. Le projet déposé prévoit alors un tracé le long de la rive orientale du lac de Joux avec trois stations à L'Abbaye, aux Bioux et à L'Orient-de-l'Orbe. Un tronçon de ligne supplémentaire devait relier Le Sentier à L'Orient. Le projet prévoit des coûts totaux de 450 000 CHF, des trains composés uniquement de voitures de troisième classe et des billets facturés aux voyageurs à un tarif de sept centimes par kilomètre. Les concessionnaires mentionnent toutefois que la ligne pourrait être exploitée comme un tramway et le nombre de haltes multiplié. Cette demande est approuvée par les chambres fédérales le 16 avril 1891 par proposition du Conseil Fédéral,.
Ce projet ne fait toutefois pas l'unanimité. Différents débats et polémiques éclatent à ce sujet. à la fin de l'année 1891, une étude réalisée par l'entreprise Chappuis et Stockalper de Viège chiffre les coûts totaux de la construction de la ligne à 1.5 million de francs pour une ligne à voie normale et 1.33 million pour une ligne à voie étroite, recommandant la réalisation de la première option. En avril 1893, la concession accordée pour la ligne Pont-Brassus est prolongée jusqu'au 16 avril 1895. Il en est de même en juin 1895. Cette fois-ci La concession est prolongée jusqu'au 16 avril 1897.
Ainsi, le 23 octobre 1895, les ingénieurs Samuel Rochat de Morges et Mauric d'Allèves de Sion déposent une demande de concession pour une ligne Pont-Brassus passant par la rive occidentale du lac de Joux et notamment par les villages du Lieu et du Sentier. Les coûts sont évalués à 1,295 millions de francs. Cette demande est soutenue par les communes du Chenit et du Lieu, tandis que la commune de L'Abbaye soutient le tracé prévu initialement par la rive sud. Le Conseil fédéral recommande de soutenir le projet passant par la rive occidentale, recommandation suivie ensuite par les chambres,.
Le 2 mai 1896, le Conseil communal du Brassus vote un crédit de 320 000 CHF pour la construction de la ligne.
En juillet 1896, la municipalité du Chenit se prononce en faveur du tracé par la rive orientale, mais le conseil communal ne prend pas position sur un tracé ou un autre. Une demande de subvention générale est soumise au Grand Conseil en octobre.
Finalement, en été 1897 les travaux débutent. La ligne Pont-Brassus par la rive occidentale a obtenu l'approbation générale.
Le 1er septembre 1897 la Compagnie du chemin de fer Pont-Brassus est fondée par ses actionnaires qui sont notamment les communes du Chenit et du Lieu, le canton de Vaud, mais également autres collectivités et privés qui ont soutenu financièrement la ligne. William Capt, receveur au Sentier, en devient le premier président,.
En juin 1899, des accords entre la Compagnie du chemin de fer Jura-Simplon et la Compagnie du chemin de fer Pont-Brassus sont conclus concernant le raccordement des lignes Le Day-Le Pont et Pont-Brassus ainsi que l'usage en commun de la gare du Pont où des correspondances seront assurées entre les deux lignes.
Le 19 août 1899, la ligne Pont - Brassus est inaugurée en présence des Conseillers d'État Jordan-Martin et Thélin. 6080 voyageurs ont été transportés pendant les dix premiers jours d'exploitation de la ligne. Cette ligne est exploitée par la Compagnie Jura-Simplon. Deux jours plus tard, le 21 août 1899, l'exploitation commerciale de la ligne débute. Ce retard de deux jours est notamment dû à de petits retards dans les travaux.
En 1904, la compagnie introduit des voitures de deuxième classe sur l'ensemble du tronçon Vallorbe-Le Brassus. Jusque-là, les trains des lignes Vallorbe-Le Pont et Pont-Brassus ne comptaient que des voitures de troisième classe.
En 1938, le tronçon Le Day – Le Brassus est électrifié selon les spécifications en usage sur le réseau des Chemins de fer fédéraux (CFF). Les travaux durent quatre mois et sont notamment effectués par des chômeurs.
De 1965 à 1980, la compagnie partage la même direction que la Société des auto-transports de la Vallée de Joux (AVJ), qui dessert notamment la rive orientale du lac en bus.
À partir du milieu des années 1970, la compagnie du Pont-Brassus connaît une baisse de sa fréquentation, le nombre de passagers passant de 320'529 en 1974 à 136'959 en 1984,. La compagnie est déficitaire plusieurs années de suite. Cette situation est due à la fois à la politique tarifaire mise sur pied au niveau national pour les transports publics, à une baisse de la fréquentation touristique et à une cadence - un train toutes les deux heures - jugée insuffisante pour répondre au besoin de la population locale, notamment des écoliers.
En 1982, la compagnie fait l'acquisition d'une lame chasse-neige pour ne plus dépendre autant qu'auparavant des CFF pour le déneigement de ses voies.
En février 1986, un projet de circulation à cadence horaire entre Vallorbe et Le Brassus est présenté. Il présente l'avantage de ne plus avoir de changement de train à la gare du Pont grâce aux liaisons directes. Le 28 mai 1989 ce système est mis en place. Les trains se croisent en gare du Pont où une correspondance est assurée avec les bus de la Société des auto-transports de la Vallée de Joux. Le nombre de passagers passe alors de 146 875 en 1988 à 275 269 en 1989. La proposition est un succès,. Néanmoins, pour y faire face, la Compagnie du Pont-Brassus, qui louait jusque-là son matériel roulant et les mécaniciens pour les conduire aux CFF, acquiert deux rames de type Colibri pour un coût de 11 650 000 CHF,. Les mécaniciens qui conduisent les trains restent en revanche des employés des CFF.
Le 4 juillet 2001, le PBr fusionne avec la compagnie du Chemin de fer Yverdon-Sainte-Croix et les Transports publics d'Yverdon-Grandson pour former la société des Transports Vallée de Joux, Yverdon-les-Bains, Sainte Croix (Travys). Elle cesse administrativement d'exister et remet l'ensemble de ses biens à cette nouvelle société de transport.

## Liste des présidents du conseil d'administration
Liste des présidents du conseil d'administration de la compagnie du Pont-Brassus :
- 1897-1927 : William Capt ;
- Marc Golay ;
- 1979-1992 : Paul-Eugène Rochat[29] ;
- 1992-? : Marcel Gavillet[29].

## Matériel roulant
Lorsque la compagnie est formée, ses moyens financiers sont limités. Elle n'achète aucun véhicule moteur. Ses premiers véhicules sont deux voitures de 3e classe offrant 60 places assises chacune, un fourgon à bagages ainsi que vingt-et-un wagons pour le fret. Le fourgon est remplacé en 1901 par un autre doté de deux compartiments permettant de séparer les bagages des voyageurs du courrier postal. Il dispose aussi d'une cellule pour transporter un prisonnier. En 1907, l'éclairage du fourgon et des voitures est assuré par des ampoules électriques, remplaçant ainsi les lampes à pétrole. Les vingt-et-un wagons de marchandises sont composés de cinq wagons couverts d'un volume de chargement de 40 m3 chacun, de douze wagons tombereaux d'une surface de chargement de 17,73 m2 chacun et de quatre wagons plats pour le transport du bois. Le coût total de cette première acquisition est de 108 515 CHF. La traction des trains est assurée par des locomotives du JS.

### Matériel roulant pour le service voyageurs
| Matériel roulant | Type et numéros               | Nbre | Construction | Mise en service au PBr | Retrait | Constructeur(s)      | Places assises 1re/2e/3e classe | Remarque(s)                                                                          | Réf.   |
| ---------------- | ----------------------------- | ---- | ------------ | ---------------------- | ------- | -------------------- | ------------------------------- | ------------------------------------------------------------------------------------ | ------ |
| Voitures         | BC 11                         | 1    | 1875         | 1914                   | 1938    | Klett & Co           | 0/16/20                         | NOB BC 846 (1875-1903) ; CFF BC 4296 (1903-1914)                                     | [ 31 ] |
| Voitures         | C 21 et 22                    | 2    | 1899         | 1899                   | 1952    | SIG                  | 0/0/60                          | Vendue aux CFF en 1952 pour sa démolition                                            | [ 31 ] |
| Voitures         | BC4 65                        | 1    | 1950         | 1950                   | 1984    | SWS (en)             | 0/24/32                         | Renumérotée AB4 65 en 1956 ; Transformée en Bi 475 en 1970 ; Cédée à la CTVJ en 1984 | [ 32 ] |
| Voitures         | C4 476                        | 1    | 1950         | 1950                   |         | SWS (en)             | 0/0/64                          | Renumérotée B4 465 en 1956                                                           | [ 33 ] |
| Voitures         | B 477                         | 1    | 1939         | 1984                   |         | SWS (en)             | 0/72/-                          | CFF C4 9616 puis 5312 (1939-1972) ; CFF B 50 85 29-33 008-8 (1972-1984)              | [ 34 ] |
| Voitures-pilotes | Bt 50 62 29-34 984-1 et 985-8 | 2    | 1989         | 1989                   |         | SWP (de) / SIG / ABB | 0/72/-                          |                                                                                      | [ 35 ] |
| Automotrices     | RBDe 4/4 2184 et 2185         | 2    | 1989         | 1989                   |         | SWA (de) / SIG / ABB | 0/56/-                          | Renumérotées RBDe 586 184 et 185 en 1997                                             | [ 36 ] |